# Augusto Murer

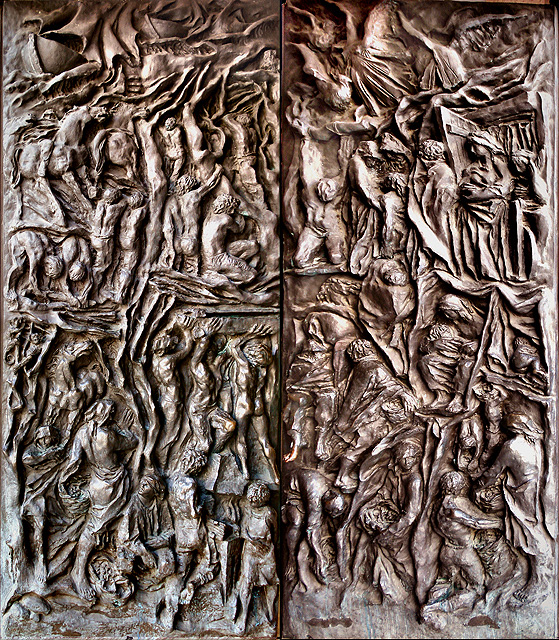
Detalhe da Porta da Paz, em bronze, na Igreja de São Pelegrino.

Augusto Murer (Falcade, 21 maio de 1922 - Pádua, 11 de junho de 1985) foi um escultor, pintor, artista gráfico e guerrilheiro da resistência italiana.
Sua primeira formação artística teve lugar na escola de arte em Ortisei. Foi fundamental para seu desenvolvimento a breve colaboração com Arturo Martini, em Veneza, no outono de 1943. Apesar da divergência posterior de suas trajetórias artísticas e culturais, Murer sempre reconheceu sua dívida para com Martini.
Participou da Resistência na Itália, combatendo nas montanhas de Belluno, integrando a brigada Fratelli Fenti. Depois de 1945 participou com grande entusiasmo na fase de renovação civil e artística que marcou a história republicana e democrática do país. Obras de grande importância deste período são a Via Crucis para a igreja de Falcade (1946), a Pietà do monumento-ossário de Belluno (1949) e a Preghiera dei montanari (1952). Após uma exposição em 1953 na Galleria Cairola em Milão, Murer estabeleceu-se como um artista de nível nacional, através do reconhecimento de críticos importantes, como Orio Vergani, e artistas consagrados, como Renato Birolli. Nos anos seguintes e durante o período que chega a 1980, junto com o sucesso recebeu comissões importantes para a construção de monumentos e obras civis, que claramente destacam seu estilo expressionista.
A sua carreira artística foi marcada pelo desejo constante de explorar e confirmar sua criatividade, o que o levou a lidar com temas existenciais - amor, sensualidade, trabalho, sacrifício, luta, morte - e experimentar com diferentes formas de expressão artística além de seus gêneros favoritos, a escultura em madeira e bronze, produzindo obras em pintura, desenho e gravura. Após sua morte seu estúdio se tornou um museu.